# 芳川隆一
芳川 隆一（よしかわ りゅういち、1980年6月20日 - ）は、NHKのアナウンサー。

## 人物
群馬県高崎市出身。群馬県立高崎高等学校、上智大学比較文化学部卒業後、2004年4月入局。

## 嗜好・挿話
- 広島放送局時代には、原爆関連のテレビ・ラジオ番組を多数制作[4][5]。
  - このうち、被爆して亡くなった少女のピアノにまつわるストーリーを描いたラジオドキュメンタリー番組「語り出す被爆遺品〜69年目に明らかになる真実」で、平成26年度文化庁芸術祭優秀賞を受賞した[6]。
- 英語の通訳案内士の免許を持っている[4]。
- 2016年11月22日の福島県沖地震（東北地方太平洋沖地震（東日本大震災）の余震）では、地震発生からわずか2分足らずで津波警報が発表されたため、視聴者に対して避難を呼びかけた[7][8]。

## 現在の担当番組
- NHK NEWSLINE（アンカー・リポーター）

## 過去の担当番組
大阪放送局時代（2004年度 - 2006年度）
- 関西のニュース・中継・リポート
- 関西845
- かんさいニュース一番

岡山放送局時代（2007年度 - 2010年度）
- ニュースコア6岡山 キャスター　(2007年4月 - 2010年3月）[注釈 1]
- 岡山のニュース・中継・リポート
- 月刊 岡山トラのアナ
- 小さな旅「こころの糸〜岡山県 倉敷市児島〜」（2011年3月20日）

広島放送局時代（2011年度 - 2014年度）
- おはようちゅうごく（キャスター：2011年4月 - 2012年3月）
- ニュースウオッチ9 （2013年・松田利仁亜のリポーター代行）
- お好みワイドひろしま（2013年8月12日 - 23日、小松宏司のキャスター代行）
- 広島・中国地方のニュース・中継・リポート
- 広島原爆追悼式典　実況
- プライムS（中国地方ローカル）「広島土砂災害半年 生活再建はいま〜150通のアンケートは語る～」キャスター（2015年2月20日）
- おはようひろしま（キャスター：2014年度・隔週）

東京アナウンス室時代（2015年度 - 2019年8月2日）　
- NHKニュースおはよう日本（キャスター：4:30 - 6:25）（2015年4月6日 - 2017年3月31日）
  - 2015年度は堀越将伸・二宮直輝と、
  - 2016年度は黒田信哉・田所拓也とローテーション制。
- 関東・東北豪雨の特設ニュース（宇都宮局への派遣[要出典]及び栃木県内からの中継リポート）
- 東日本大震災の余震（福島県沖地震の津波警報による緊急報道キャスター　2016年11月22日）
- これでわかった! 世界のいま（キャスター：2017年4月9日 - 2019年3月31日）
- ニュース・気象情報（不定期：主に水曜日午前11時、午後3時、午後4時）
- ニュースウオッチ9 ニュースリーダー（2018年2月15日・永井克典の代行）
- 広島・中国地方のニュース（2018年7月の平成30年7月豪雨発生による応援要員）
- おはようひろしま（キャスター：2018年7月の平成30年7月豪雨発生による応援要員）
- NHKニュースおはよう日本（リポーター：2019年4月15日 - 8月2日）
- ゆく時代くる時代〜平成最後の日スペシャル〜「ついに“時代越し”!」（2019年4月30日）
- ニュース645（不定期）

札幌放送局時代（2019年8月3日 - 2023年7月）
- 北海道のニュース・中継・リポート
  - ニュース北海道645
  - ほっとニュース845
- 北海道中ひざくりげ（食レポ隊）北見・稚内・登別等を訪問
- 列島ニュース
- 関西のニュース（勤務経験のある初任地の大阪放送局の応援要員・2022年12月10日、12月11日）
- おはよう北海道キャスター、月 - 金（2022年4月 - 2023年7月21日、高市佳明と隔週担当。）
- さわやか自然百景（ナレーション）
- ほっとニュース北海道 ニュースリーダー（不定期）
- 北海道まるごとラジオ（進行）[9]

国際放送局時代（2023年8月 - ）